# Charles Francis Adams, Sr.
Charles Francis Adams, Sr. (Boston, Massachusetts, 1807. augusztus 18. – Boston, Massachusetts, 1886. november 21.) amerikai történetíró, jogász, politikus, diplomata. 1861-1868 közt az északiak, majd az Egyesült Államok nagykövete volt Angliában, sokat tett azért, hogy Anglia megőrizze semlegességét az amerikai polgárháborúban.

## Életpályája
Híres politikus családban született, apja, John Quincy Adams az Egyesült Államok 6. elnöke volt 1825-1829 közt, s fontos politikai és diplomáciai állásokat töltött be, anyja Louisa Catherine Adams. Charles Francis Adams iskoláit Bostonban végezte, majd a Harvard Egyetemen diplomázott 1825-ben. 1841-ben beválasztották
Massachusetts állam képviselőházába, majd 1844-től szerkesztette a Boston whig című folyóiratot, főleg politikus családjának történetével foglalkozott, forrásait merítette nagy mennyiségű családi levelezésükből is. Adams 1854-ben megalapította a Massachusetts-i Történelmi Társulatot, majd 1857-ben tagja lett az Amerikai Művészeti és Tudományos Társaságnak. A Whig, Free Soil pártok után a Republikánus Párt tagja lett, beválasztották 1858-ban az Egyesült Államok képviselőházába, itt az ipari bizottság elnökeként működött.
1861-ben Abraham Lincoln elnök kinevezte amerikai nagykövetnek Londonba, ebben a beosztásban sokat tett Nagy-Britannia semlegességének megtartatásáért, folyamatosan figyelemmel kísérte az Amerikai Konföderációs Államok próbálkozásait, amelyek arra irányultak, hogy Anglia és Franciaország diplomáciailag ismerje el az Amerikai Konföderációs Államokat vagy Anglia támadja meg az Uniót, például az úgynevezett Trent-ügy kapcsán, mindez nagy segítség lett volna a délieknek. Az Unió kereskedelmi hajói elleni déli kalóz támadásokat is figyelemmel kísérte Charles Francis Adams, Sr. nagykövet, s fia Henry Adams, aki mintegy nagyköveti titkárként dolgozott apja mellett. Harriet Beecher Stowe Tamás bátya kunyhója című regényének nagy sikere volt Angliában is, e tényt is kiválóan kamatoztatta Charles Francis Adams nagykövet az Unió javára. Adams nagykövet figyelemmel kísérte Abraham Lincoln elnöknek a rabszolgák felszabadításáról 1863. január 1-én közreadott Proklamációját és főleg annak hatását az angol, a francia és a spanyol közvéleményre, megállapítható a Proklamáció jótékony hatása, mely elriasztotta Európa fontos államait az Amerikai Konföderációs Államok elismerésétől. Adams nagyköveti kinevezése 1868-ban járt le.
1868 után a Harvard Egyetemen lett felügyelő, majd 1869–70-ben Charles Francis Adams építette az első elnöki könyvtárat az Egyesült Államokban, hogy tiszteletben tartsák apja, John Quincy Adams emlékét, az eredeti 14 ezer kötetes könyvtár az Adams Nemzeti Parkban található Quincyben (Massachusetts).
Adams állandó lakhelye mindig Bostonban volt, ott élt feleségével és gyermekeivel, hét gyermeke érte meg a felnőttkort, közülük Charles Francis Adams, Jr. ezredesként harcolt az amerikai polgárháborúban az unionisták oldalán. Charles Francis Adams, Sr. Bostonban halt meg 1886. november 21-én, a Mount Wollaston Temetőben (Quincy) helyezték örök nyugalomra.